# Equatoria Defense Force
Die Equatoria Defense Force (EDF, dt.: „Equatoria-Verteidigungsstreitkräfte“) war eine Miliz im Sudan.

## Einsatzgebiet und Wirksamkeit
Die Miliz war im Gebiet von Juba und Torit (im heutigen Südsudan) aktiv und war politisch eine der effektivsten Gruppen innerhalb der South Sudan Defence Forces.

## Zusammensetzung und Unterstützer
Die meisten Kämpfer waren Lotuko und Lokoya. Es wurde allgemein angenommen, dass die Zentralregierung des Sudan die EDF unterstützte. Im März 2004 unterzeichnete die EDF eine Fusionsvereinbarung mit der SPLM/A, obwohl nicht klar war, wie viele EDF-Kämpfer diese akzeptierten. Die Gruppe in Bor bestand hauptsächlich aus Fahnenflüchtigen der SPLA aus Süd-Bor. Der Gouverneur von Eastern Equatoria erhob 2006 Vorwürfe, dass Reste der EDF weiterhin Angriffe durchführten und eine Bedrohung für die Sicherheit seien. Zude erhielten sie offenbar Waffen von der Zentralregierung des Sudan.